# Cattleya mossiae
La flor de mayo (Cattleya mossiae) es una orquídea del grupo conocido por los cultivadores y aficionados a las orquídeas “cattleyas unifoliadas” (cattleyas con pseudobulbos de una sola hoja), conjunto de especies del cual provienen las cattleyas de mayor valor florístico ornamental, así como los padres de los actuales híbridos complejos modernos tipo Cattleya (Potinara, Sophrolaeliocattleya, Brassoleaeliocattleya, Laeliocattleya y Brassocattleya).
Esta especie es la flor nacional de Venezuela desde 1951.

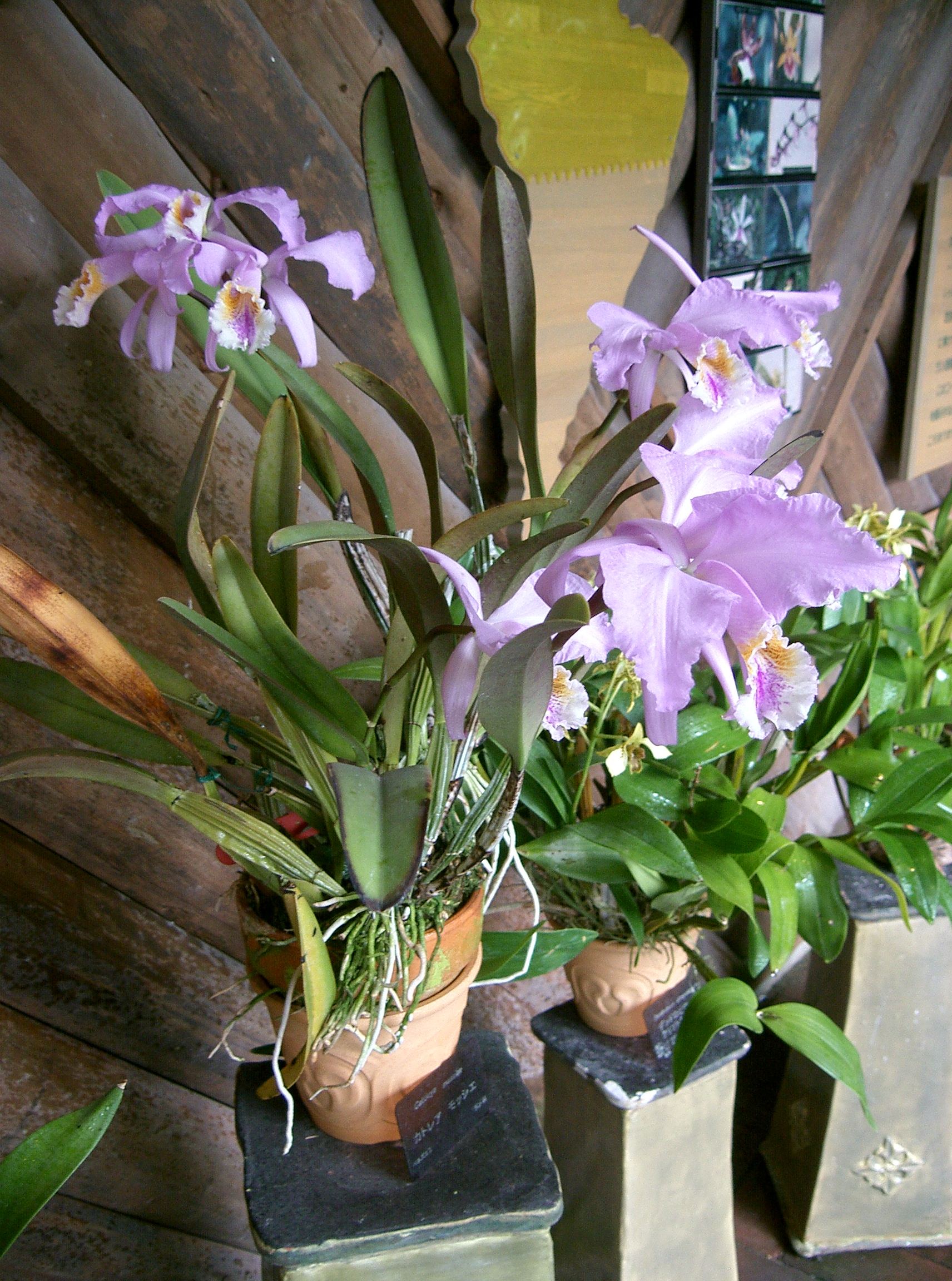
Vista de la planta

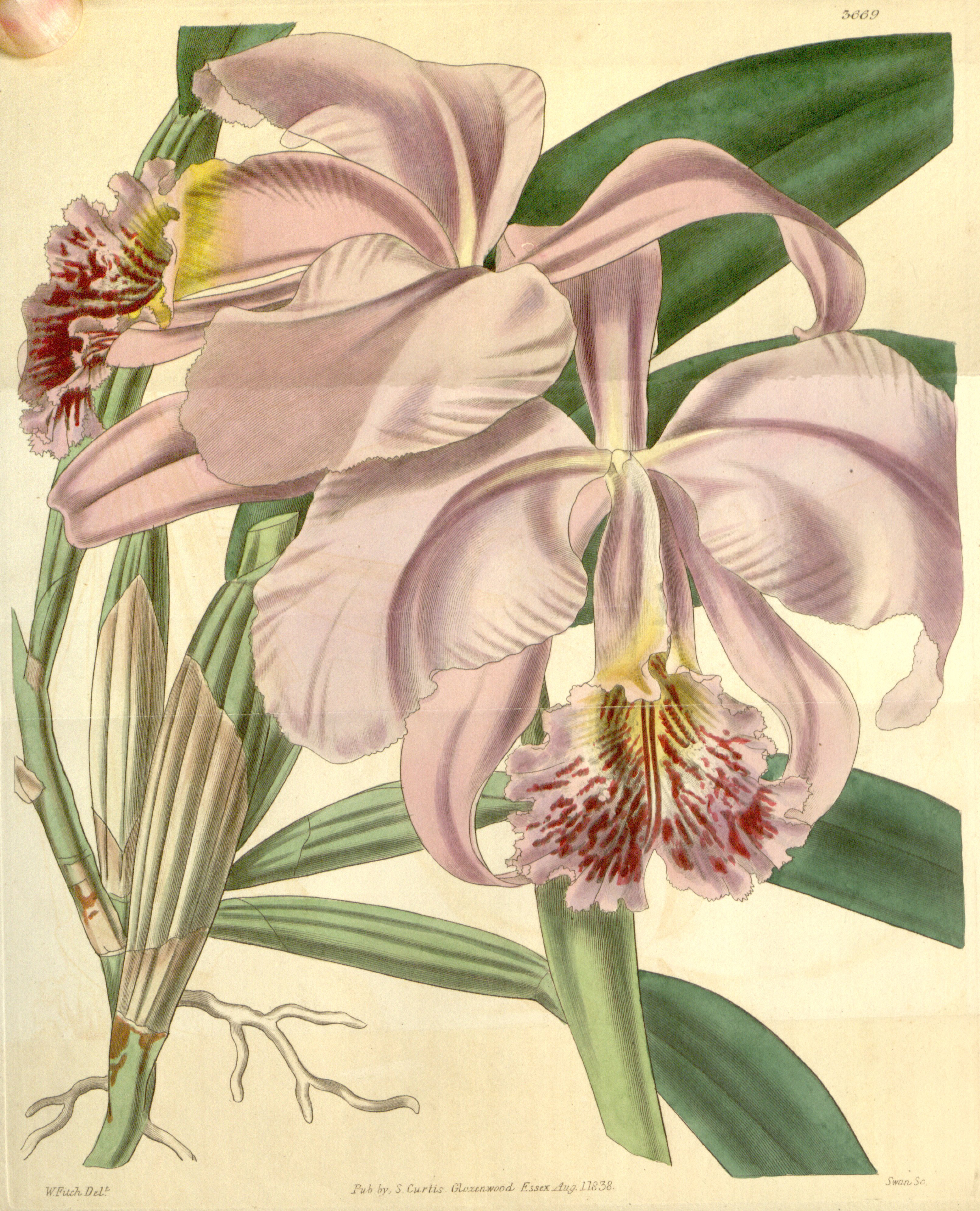
Ilustración

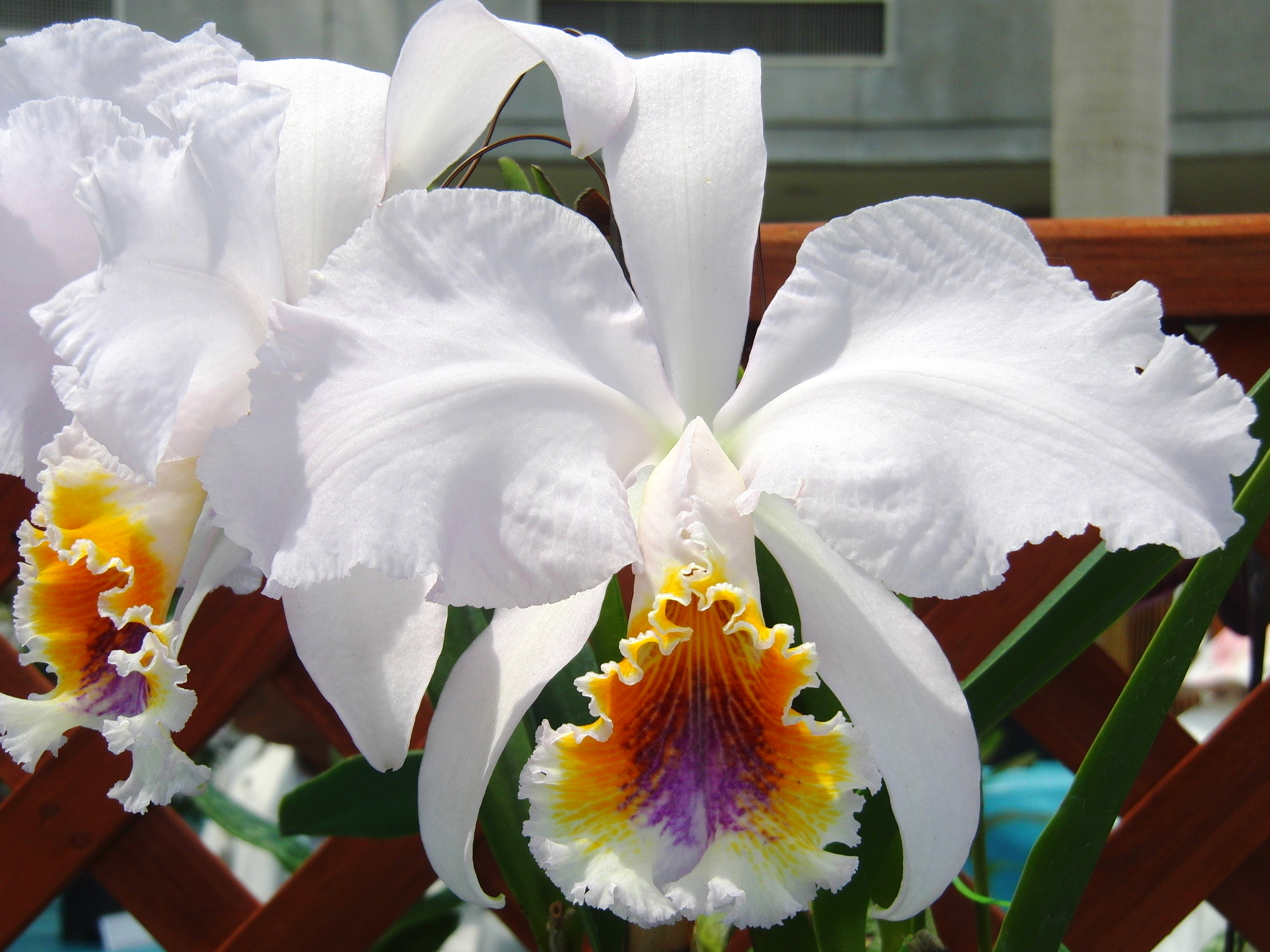
Forma coerula 'grito'

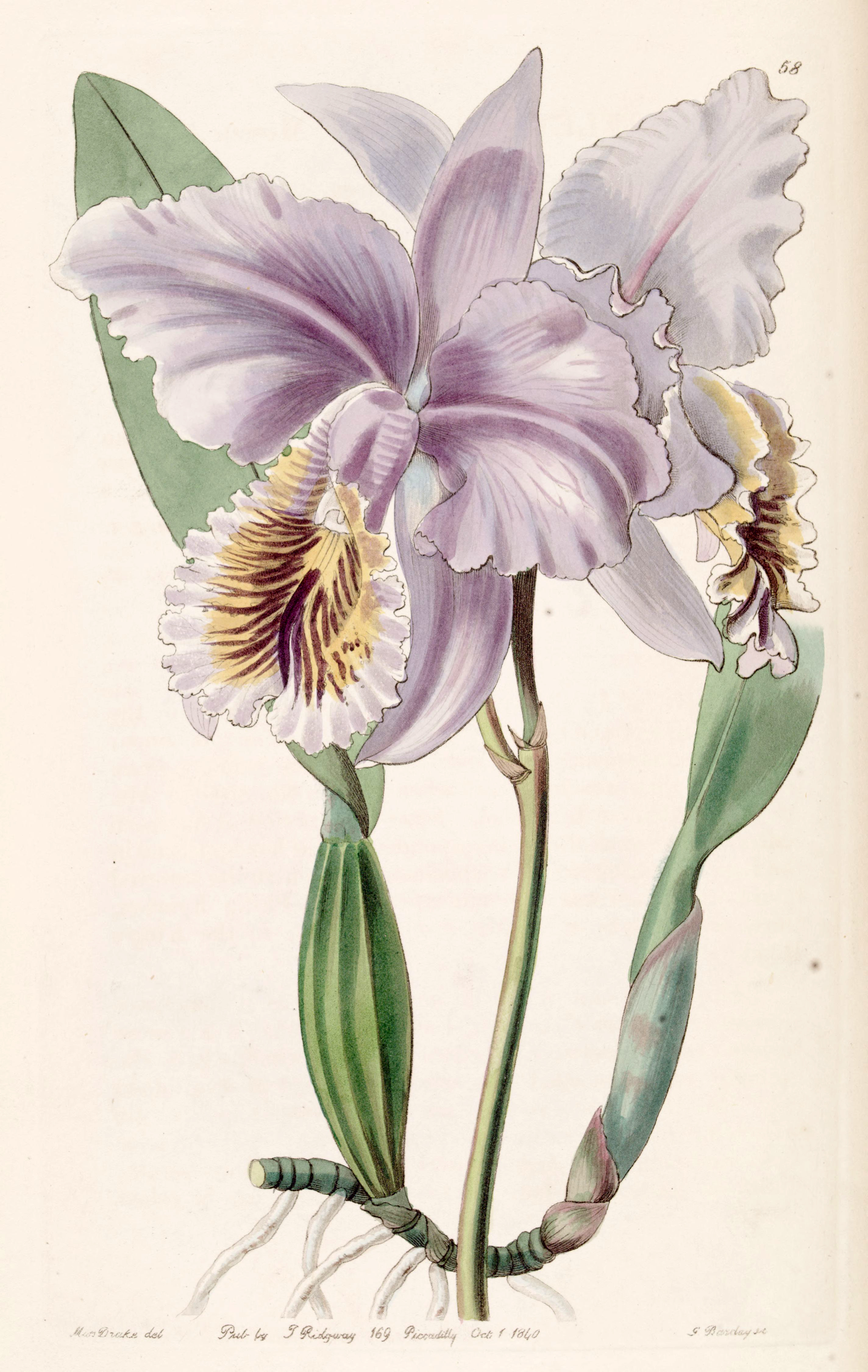
Ilustración

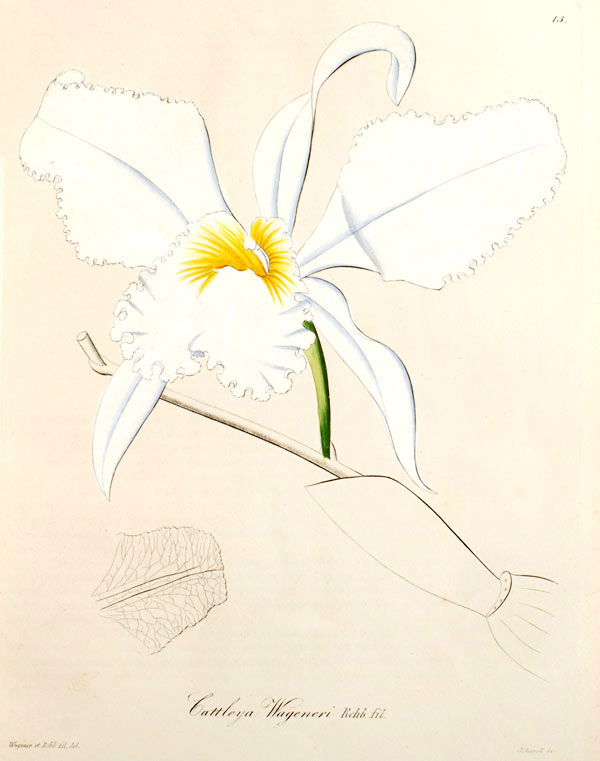
Ilustración

## Hábitat
Normalmente se la considera como una especie de las selvas nubladas, bosques que incluso en época de sequía se benefician de una constante neblina que permite precipitaciones en estación seca y una humedad 70-80% constante. Sin embargo en gran parte de su área de distribución se puede encontrar abundantemente en bosques montanos húmedos, así como algunos bosques semicaducifolios y caducifolios donde la humedad relativa fácilmente puede caer a 40-50% durante partes del año y debe soportar un periodo de sequía de 3 a 4 meses. Es una especie de climas templados donde las temperaturas mínimas nocturnas en los meses más fríos raramente bajan de 12 °C, y las temperaturas máximas diurnas en los meses más calientes raramente superan los 30 °C.
La especie crece formando colonias tanto sobre rocas, donde se beneficia del detritus acumulado en ellas, como sobre varios géneros de árboles(Inga spp., Erythrina spp., Ceiba spp.). Cuando crece sobre rocas normalmente se encuentra relativamente expuesta aunque protegida por la vegetación circundante. En el caso de crecer sobre árboles, lo que es más usual, normalmente crece en árboles cercanos a fuentes de agua (arroyos y riachuelos estacionales), o cerca de claros en el bosque, y se consigue vegetando en las ramas más altas del dosel, donde puede obtener mucha luz y protegerse al mismo tiempo del sol directo.

## Distribución
La especie se encuentra ampliamente distribuida a lo largo de toda la cordillera de la costa en sus dos vertientes, desde cabo codera hasta la depresión de Yaracuy en la vertiente norte (Estados Miranda, Distrito Federal, Vargas, Aragua y Carabobo), y desde el norte del valle de Guanape hasta las tierras altas al norte de San Carlos en la vertiente sur estados Anzoátegui, Miranda, Guárico, Aragua, Carabobo y Cojedes. También se encuentra en la serranía de Aroa (estados Lara y Yaracuy), Así como el piedemonte andino en la zona de fronteras de los Estados Trujillo, Lara, Cojedes y Portuguesa. La especie continúa finalmente su muy amplia distribución geográfica a lo largo de la vertiente sur de la cordillera andina hasta terminar en la depresión del Táchira (Estados Barinas, Mérida y Táchira). En lo que es un área de distribución parcialmente discontinua, con muy pocas interrupciones debidas a la orografía.
La especie posee un rango de alturas preferidas que varía a lo largo de toda su área de distribución, lo que parece estar ligado a la situación geográfica de cada vertiente montañosa, así como su relación de exposición norte o sur, lo que afecta los bosques y ecología apta para su presencia. El límite inferior si se sigue la literatura puede variar entre los 800 y los 1000 m s. n. m., mientras que el límite superior parece ser aún más variable, hasta 1500 m s. n. m. en algunas zonas, mientras que otras no supera los 1200 m s. n. m. Todos estos rangos de altura deben ser tomados como aproximados.
La forma exacta como estos rangos de altitud varían a lo largo de la distribución geográfica de la especie aún requiere de un estudio más minucioso que no pudo ser encontrado para la elaboración de este artículo. Sin embargo, y para que sirva a modo de ejemplos netamente ilustrativos que den cuenta sobre la variabilidad de rango de alturas y ecología para esta especie, podemos citar que las colonias alrededor de Boconó  (estado Trujillo) parecen estar comprimidas aproximadamente alrededor de los 800 o 1000 m s. n. m. hasta los 1200 m s. n. m. únicamente en bosques nublados verdaderos, lo que es discrepante para lo que se sabe de la vertiente norte de la cordillera de la costa en los alrededores de Caracas, donde la especie se distribuye desigualmente dependiendo de si las colonias crecen a la cara norte de la vertiente (aproximadamente entre 800 a 1000 m s. n. m. hasta 1500 m s. n. m.), o en la cara sur (aproximadamente entre 1000 a 1200 m s. n. m. hasta 1500 m s. n. m.) en bosques nublados verdaderos, aunque también semicaducos verdaderos (en oquedades y alrededor de ríos estacionales). Esto a su vez contrasta con colonias ubicadas en la vertiente sur de la cordillera de la costa, por ejemplo, en los alrededores de Guatopo la especie se encuentra abundantemente alrededor de los 1000 m s. n. m. en bosques montanos húmedos, lo cual no se debe confundir con bosques nublados, Así mismo, en esta misma vertiente encontramos lugares como los alrededores de San Juan de los Morros donde la especie se encuentra abundantemente aproximadamente a 800 m s. n. m. en bosques semicaducos a caducos verdaderos relativamente calientes y secos para la especie, bosques en los cuales no habita en las zonas antes citadas.

## Flores e inflorescencias
La especie posee flores con labelos sumamente amplios (normalmente más largos que anchos) y extremadamente ondulados (es la unifoliada que más se caracteriza en este último punto), sus pétalos, normalmente grandes, tienden a estar relativamente caídos, y sus sépalos, aunque esto en menor grado, tienden a tener una ligera torsión (ligeramente acostados), último punto que normalmente no se refleja en cultivo.
La especie es muy florífera, produciendo entre 2 y 7 flores por inflorescencia, lo que depende mucho de la propensión genética de cada cultivar específico y de las condiciones de cultivo. En promedio cada flor normalmente supera los 15-16 cm, no siendo infrecuente encontrar flores hasta 18 cm. Tanto en la naturaleza como en cultivo se conocen también cultivares que alcanzan los 20 cm, y aunque ya bastante infrecuentes, hasta 22 cm de diámetro.
Las flores normalmente son de un rosa lila suave (suaves) a casi blanco (suavissimas), sin embargo se pueden encontrar algunos ejemplos de rosa-lila encendido (rosea). A diferencia de la mayoría de las otras especies de unifoliadas no se conocen casos de flores oscuras con tonos rojizos (rubras), y los muy pocos cultivares que se conocen en cultivo, si bien aquí no se afirmará que no son puros (por ejemplo, pertenecientes a poblaciones de introgresión con C. lueddemanniana o incluso híbridos artificiales), si es de hacer notar que nunca se ha conseguido en la naturaleza estas últimas características, por lo menos, fuera de áreas con posibilidad de introgresión con Cattleya lueddemanniana.
También se conoce dentro de la especie la presencia de cultivares con albinismo pleno (albas) y albinismo parcial (semialbas), siendo la primera de flores blancas con amarillo de extensión e intensidad variable en el labelo y la segunda con iguales características, pero con mancha púrpura amatista en el labelo de diverso patrón, extensión e intensidad. También se conocen cultivares caeruleos, los cuales son flores con tépalos lila-azulado muy sutil en tépalos y marcado en el labelo. Igualmente se conocen cultivares var delicata y var. vinicolor, siendo los primeros flores suavissimas a semialbas con labelo rosa, y los segundos normalmente suaves a suavissimas pero con labelo que recuerda tonos similares al vino-tinto. Finalmente los cultivares en apariencia blancos (albos), pero que una inspección revela algo de color en pétalos y labelo son conocidos, este último caso es clasificado como albescens. Todos estos cultivares son de ocurrencia infrecuente en la naturaleza (no así en cultivo), ya que el denominador común de la especie (flor tipo), responde netamente a cultivares de tépalos lila a lila muy claro, con mancha púrpura amatista del labelo de diferente extensión e intensidad.
En la especie la mancha del labelo normalmente está presentada como estrías o venas púrpura-amatista (lineatas, striatas y venosas), desde casi ausentes, hasta muy marcadas y difuminadas. También es posible encontrar manchas sólidas de diferente extensión e intensidad, así como en muy raros casos la ausencia total de color púrpura amatista en el labelo (concolor). Normalmente el color púrpura amatista se mezcla con los muy abundantes tonos amarillos y blancos que normalmente son muy comunes en esta especie, produciendo ocres, rojos y naranjas en su combinación, a veces de manera muy notoria, y en todo caso de manera más frecuente que en otras Cattleyas unifoliadas. Igualmente se conocen cultivares variegados de blanco o lila en sépalos y/o pétalos, así como algunos cultivares con color púrpura amatista repetido en pétalos y sépalos en forma de una mancha en la punta de los pétalos, o un pincelado evidente en tépalos (var. aquinii).
La floración en esta especie está sumamente ligada al fotoperiodo (duración del día), así como a factores como diferenciales de temperatura. Este comportamiento es genético, y se expresa de manera distinta dependiendo de si el cultivar proviene de los Andes o de la cordillera de la costa, Las poblaciones andinas normalmente florecen entre febrero y mayo, mientras que las costeras hacen otro tanto entre mayo y julio. La especie es notoria por producir flores una sola vez al año y de entre todos sus pseudobulbos que crecieron desde su última floración, lo que hace que en cultivo se ponga en entre dicho la pureza de cultivares que florecen muy fuera de época, así como aquellos cultivares que aunque florecen dentro de época, repiten una segunda floración a partir de bulbos que debieron entrar en reposo.

## Aspecto vegetativo
La especie es en líneas generales vegetativamente similar al resto de las cattleyas unifoliadas, sin embargo se pueden distinguir del resto de ellas por sus hábitos de crecimiento, los cuales son muy regulares en plantas bien cultivadas.
Cuando termina la época de floración Cattleya mossiae tiende a formar inmediatamente nuevos brotes que se terminan de desarrollar aproximadamente en agosto. Una vez desarrollados los brotes la planta entra en reposo hasta noviembre/diciembre cuando un segundo crecimiento puede ocurrir. Las floraciones, las cuales se producen al siguiente año, provienen de ambos crecimientos del año anterior, los cuales pueden florecer al unísono (lo más usual), o con una diferencia de un par de meses entre ambos. Normalmente el primer crecimiento da flores a partir de espata seca, y el segundo crecimiento hace otro tanto pero a partir de espata verde.

## Estado de conservación
C. mossiae está incluida en el apéndice II de CITES. La especie inicialmente fue sobrerecolectada para la exportación por parte de casas comerciales europeas y estadounidenses a lo largo de gran parte del siglo XIX y las primeras décadas del siglo XX para suplir la demanda tanto de ejemplares cultivados como de flores para la confección de buqués. Aunque la presión de recolección para el mercado internacional terminó abruptamente en la segunda mitad del siglo XX al cesar la demanda mundial por la especie, a nivel local la colecta continuó con igual o superior ahínco para suplir el creciente interés y demanda del mercado local para su uso como planta ornamental para jardines, y confección de exvotos en fiestas patronales. Sin embargo la reproducción en viveros comerciales, así como la introducción de numerosos híbridos comerciales con características más deseables, logró en las últimas décadas disminuir la demanda de ejemplares salvajes principalmente en centros urbanos, no así en poblados rurales.
Aunque la especie está protegida por ley, no se penaliza a las personas que la sustraen de su hábitat natural para venderla a lo largo de carreteras y centros rurales. Igualmente la especie está sujeta a una enorme presión debido a la deforestación causada por la práctica de formas de agricultura poco sustentables como la "agricultura tala y quema", práctica que constantemente requiere de desmalezar nuevos terrenos una vez quedan improductivos los terrenos previamente cultivados.
Actualmente es muy difícil dar un estatus de conservación realista, mientras que en sitios como los alrededores de Caracas resulta bastante escasa, muchos otros sitios donde la especie se consideraba común, pueden y de hecho han sido extirpados, cosa que puede ocurrir en un lapso temporal breve. La especie se encuentra relativamente protegida a lo largo de varios parques nacionales donde habita (Yurubí, Yacambú, Henri Pittier, El Ávila, Guatopo, entre otros), y en algunas zonas no protegidas pero de muy difícil acceso o escasa densidad poblacional (diversas zonas del piedemonte andino, pequeñas zonas relativamente aisladas de la vertiente sur de la cordillera costera).
En líneas generales se puede decir que la especie es la Cattleya venezolana menos amenazada de entre todas, sin embargo, no por ello debe considerarse protegida, ya que como se ha dicho, la especie ha sido extirpada o intervenida muy posiblemente en la mayor parte de su área de distribución.

## Taxonomía
Cattleya mossiae fue descrita por C.Parker ex Hook. y publicado en Botanical Magazine 65: 3669. 1838.
Etimología
Cattleya: nombre genérico otorgado en honor de William Cattley orquideólogo aficionado inglés,
mossiae: epíteto otorgado en honor del Sr. Moss, un entusiasta inglés de las orquídeas de los años 1800.
Sinonimia
- Cattleya labiata var. mossiae (C.Parker ex Hook.) Lindl., Edwards's Bot. Reg. 26: t. 58 (1840).
- Epidendrum labiatum var. mossiae (C.Parker ex Hook.) Rchb.f., Xenia Orchid. 2: 30 (1862).
- Cattleya wageneri Rchb.f., Bonplandia (Hannover) 2: 21 (1854).
- Cattleya labiata var. reineckeana Rchb.f., Bonplandia (Hannover) 4: 327 (1856).
- Cattleya reineckiana Rchb.f., Bonplandia (Hannover) 4: 237 (1856).
- Epidendrum labiatum var. reineckeanum (Rchb.f.) Rchb.f., Xenia Orchid. 2: 30 (1862).
- Epidendrum labiatum var. wageneri (Rchb.f.) Rchb.f., Xenia Orchid. 2: 30 (1862).
- Cattleya carrierei Houllet, Rev. Hort. 48: 250 (1876).
- Cattleya edithiana R.Warner ex B.S.Williams, Orch.-Grow. Man., ed. 7: 161 (1894).
- Cattleya aliciae Linden, Lindenia 11: 31 (1895).[3]